# El mensaje
El mensaje, originalmente  Mohammad, mensajero de Dios (retitulada El mensaje para la difusión en Estados Unidos), es una película de 1976 dirigida por Moustapha Akkad, una crónica de la vida y los tiempos del Profeta del Islam, Mahoma. Estrenada en idioma árabe y en inglés (en árabe: الرسالة, pronunciado Ar Risalah), El mensaje es una introducción a los inicios de la historia islámica. Es una coproducción de Libia, Reino Unido y Líbano.

## Argumento
La película sigue la época en que Mahoma desarrolla activamente su papel como profeta del Islam, a través de los primeros años en La Meca, cuando los musulmanes eran perseguidos, el éxodo a Medina y terminando con el regreso triunfal de los musulmanes a La Meca. Varios acontecimientos cruciales, como la Batalla de Badr y Batalla de Uhud son representados en la película, y la mayor parte de la historia se narra desde el punto de vista de individuos periféricos, tales como Hamza ibn Abdul-Muttalib (el tío de Mahoma), Abu Sufyan, el líder de La Meca y Hind bint Utbah, enemiga del Islam.

## Producción

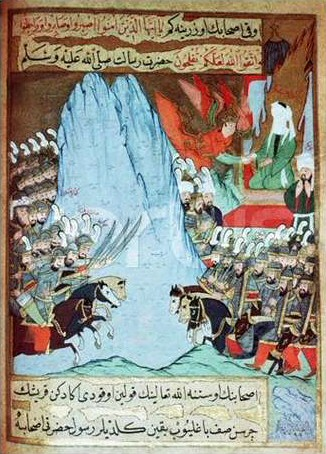
Imagen islámica del Corán siendo revelado al profeta Mahoma durante la batalla.

Moustapha Akkad se enfrentó a la resistencia de Hollywood para hacer una película sobre los orígenes del Islam y tuvo que ir fuera de Estados Unidos para conseguir fondos para la producción de la película. La falta de financiación estuvo a punto de provocar el fin de la película cuando los inversores iniciales se retiraron, pero finalmente la financiación fue proporcionada por el presidente de Libia, Muammar al-Gaddafi. La película fue rodada en Libia y Marruecos. La producción tuvo cuatro meses y medio para construir las ciudades de La Meca y Medina tal y como aparecían en la época.
Mientras preparaba El Mensaje, Akkad consultó a religiosos islámicos, tratando de ser respetuoso hacia el islam y sus puntos de vista sobre la imagen de Mahoma. El director veía la película como una manera de salvar distancias entre Occidente y el mundo islámico, tal como afirmaba en una entrevista de 1976: 

«Hice la película porque es algo personal para mí. Dejando a un lado sus valores de producción como película, tiene su historia, su intriga, su drama. Además de todo esto creo que es algo personal, yo mismo soy un musulmán que vive en occidente, y sentí que era mi obligación, mi deber, decir la verdad sobre el Islam. Es una religión que tiene 700 millones de fieles, sin embargo, es tan poco lo que se conoce acerca de ella que esto me sorprendió. Pensé que debería contar la historia que pudiera traer este puente, esta brecha hacia Occidente.»

Akkad también filmó simultáneamente una versión en árabe de la película, con un elenco árabe para el público de Oriente Medio, en la que la actriz siria Muna Wassef desempeñaba el papel de Hind. El director pensó que el doblaje de la versión en inglés no sería suficiente para el público árabe, dado que el estilo de interpretación es diferente del de Hollywood. Los actores se turnaban rodando cada escena en inglés y en árabe. Ambas versiones actualmente se venden juntas en algunos DVD.
Finalmente, cuando la película estuvo preparada para el estreno en los EE. UU., un grupo extremista musulmán realizó un asedio contra la sede de la B'nai B'rith en Washington D. C., bajo la creencia errónea de que Anthony Quinn representaba el papel de Mahoma en la película, amenazando con hacer volar el edificio y sus ocupantes a menos que el estreno de la película fuera cancelado. El enfrentamiento se resolvió sin explosión o lesiones, aunque la taquilla de la película nunca se recuperó de la desafortunada polémica.

## Descripción de Mahoma

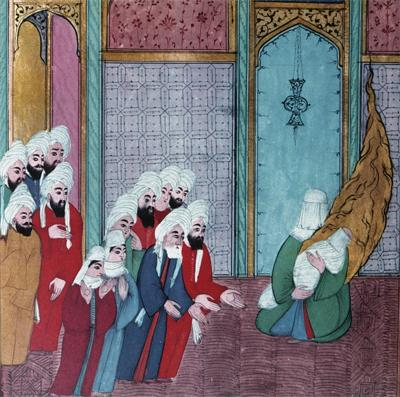
Mahoma en brazos de su madre en una miniatura turca. Ambos llevan el rostro velado, recurso utilizado en algunas ilustraciones orientales medievales para evitar la prohibición del arte islámico de representar a Mahoma y sus familiares más allegados.

De acuerdo con las creencias musulmanas, Mahoma tampoco puede ser representado en la pantalla, ni su voz puede oírse. Esta norma se extendió a sus siete esposas, sus hijas y sus yernos. Esto condujo a que el tío de Mahoma, Hamza, protagonizado por Anthony Quinn, y su hijo adoptivo Zayid (Damien Thomas) acabaran siendo los personajes centrales. Durante las batallas de Badr y Uhud que se muestran en la película, Hamza estaba al mando nominalmente, a pesar de que la lucha real fue dirigida por Mahoma.
Cuando Mahoma estuviera presente o muy cerca, su presencia sería indicada por una suave música de órgano. Sus palabras eran repetidas por otra persona como Hamza, Zayid y Bilal. Cuando la escena requería su presencia, la escena se desarrollaba desde su punto de vista (cámara subjetiva), y los otros personajes asentían ante el diálogo no oído.

## Reparto estadounidense
- Anthony Quinn - Hamza ibn Abdul-Muttalib
- Irene Papas - Hind bint Utbah
- Michael Ansara - Abu Sufyan
- Michael Forest - Jálid ibn al-Walid
- Johnny Sekka - Bilal ibn Rabah
- Donald Burton - Amr ibn al-As
- Ewen Solon - Yasir ibn Amir
- André Morell - Abu Tálib ibn Abd al-Muttálib
- Wolfe Morris - Abu Lahab
- Rosalie Crutchley - Sumayyah bint Khabbat
- Damien Thomas - Zayd ibn Harithah
- Bruno Barnabe - Umayyah ibn Khalaf

## Reparto árabe
- Abdullah Gaith - Hamza ibn Abdul-Muttalib
- Muna Wassef - Hind bint Utbah

## Premios y candidaturas
La película fue candidata al Oscar de 1977 a la mejor música original por el trabajo de Maurice Jarre.